# CAC CA-1 Wirraway
El CAC Wirraway ("desafío" en aborigen) era un avión militar de entrenamiento y propósito general fabricado en Australia por la Commonwealth Aircraft Corporation (CAC), entre 1939 y 1946. El avión era un desarrollo australiano del avión de entrenamiento North American NA-16.
Durante la Segunda Guerra Mundial, el Wirraway combatió como bombardero ligero/avión de ataque a tierra improvisado contra las fuerzas japonesas. Además sirvió como punto de partida para el diseño de un "caza de emergencia", el CAC Boomerang.

## Desarrollo
Tres oficiales de la Real Fuerza Aérea Australiana (Royal Australian Air Force, RAAF por sus siglas en inglés), dirigidos por el Comandante de Ala Lawrence Wackett, fueron enviados en 1936 al extranjero en una misión de evaluación con el fin de seleccionar un tipo de avión que iba a producirse localmente en Australia. El avión seleccionado fue el North American NA-16. Las licencias de producción fueron obtenidas en 1937 y dos NA-16 fueron comprados a la North American Aviation (NAA) para servir como prototipos. El primer avión era el NA-16-1A con tren de aterrizaje fijo (similar al del BT-9); el segundo era el NA-16-2K con tren de aterrizaje retráctil (similar al del BC-1). Estos dos aviones también eran conocidos por sus códigos de proyecto de la North American Aviation (NA-32 para el NA-16-1A y NA-33 para el NA-16-2K), a veces causando confusión. Estos códigos contables (o códigos "de cargo") eran usados internamente por la NAA para controlar sus proyectos y no eran los números de modelo de los aviones.
El NA-16-1A llegó a Australia en agosto de 1937 y después de ser ensamblado, voló por vez primera en Laverton el 3 de septiembre de ese año, exactamente dos años antes que el Reino Unido y Francia declarasen la guerra a Alemania. El NA-16-2K llegó a Australia en septiembre de 1937 e igualmente voló poco tiempo después. La RAAF otorgó a los dos aviones los números de serie A20-1 y A20-2 en su sistema de numeración.

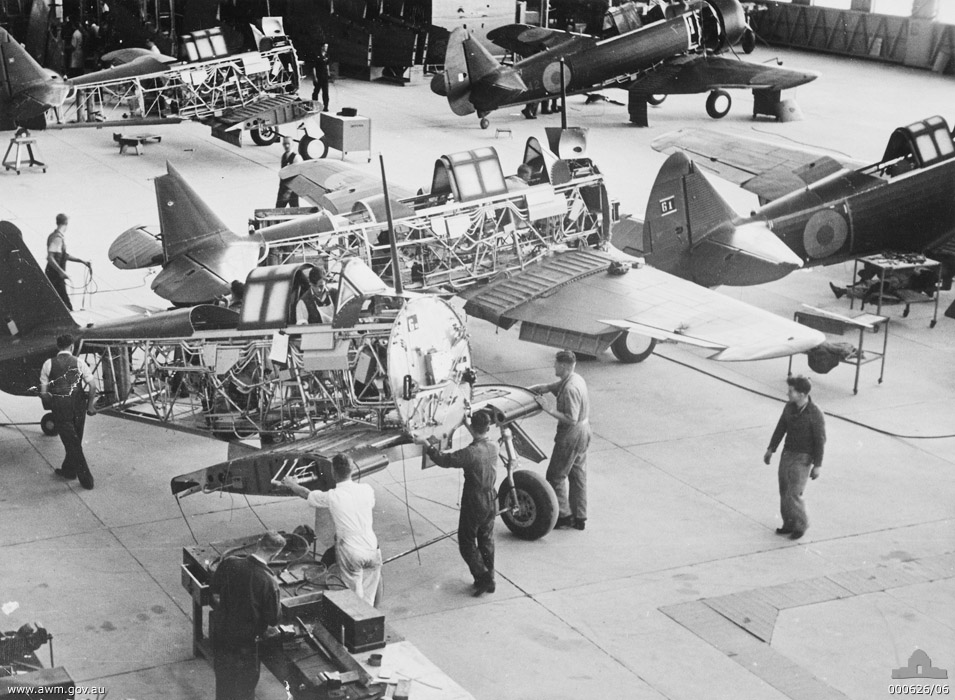
Aviones Wirraway en diferentes etapas de construcción en una fábrica de la CAC, 1940.

El NA-16-2K fue el tipo seleccionado para la producción. Con varios detalles y cambios estructurales, tales como la provisión de dos ametralladoras frontales en lugar de una como el NA-16 y el refuerzo de la estructura para poder efectuar operaciones de bombardeo en picado, el primer CA-1 Wirraway (con número de serie de la RAAF A20-3) hizo su vuelo inaugural el 27 de marzo de 1939. Este avión fue mantenido por el CAC para pruebas durante varios meses y los dos primeros Wirraway entregados a la RAAF fueron el A20-4 y el A20-5, el 10 de julio de 1939. Para el inicio de la Segunda Guerra Mundial, la RAAF había recibido un total de seis Wirraway. Se construyeron cuarenta CA-1 Wirraway antes de que el CA-3 entrara en producción. Aunque hubo cambios menores en el diseño, el cambio en la denominación estuvo más relacionado con el siguiente lote de Wirraway que se estaba construyendo según un contrato gubernamental distinto, que cualquier diferencia real entre los dos subtipos. Los CA-5, CA-7, CA-8 y CA-9 eran todos muy similares al CA-3 y solamente el CA-16 tuvo cambios de diseño sustanciales. Estos incluían modificaciones en las alas para permitir una carga de bombas más pesada y frenos de picado para bombardeo en picado. Se construyeron alas de "bombardero en picado" (como las del CA-16) bajo la denominación CA-10A (el CA-10 fue una variante de bombardero en picado que no llegó a construirse) y fueron reinstaladas en los CA-3, CA-5, CA-7 y CA-9. Fueron transformados 113 Wirraway. Tras la guerra se modificaron 17 Wirraway y fueron suministrados a la Royal Australian Navy (RAN), incorporando las modificaciones bajo la denominación CA-20. Los 17 incluían un CA-1, un CA-5 y diversas cantidades de todas las variantes siguientes, que fueron operados con sus números de serie de la RAAF. La producción continuó hasta después del final de la Segunda Guerra Mundial; el CA-16 A20-757, el último de los 755 Wirraway construidos, fue suministrados a la RAAF en julio de 1946.

## Historial operativo

### Servicio en la Segunda Guerra Mundial
Al igual que su "primo" estadounidense T-6 (ambos modelos fueron derivados del NA-16) en varias Fuerzas Aéreas Aliadas durante la Segunda Guerra Mundial, el Wirraway sirvió como uno de los principales aviones de entrenamiento de la RAAF desde 1939. El modelo hizo su último vuelo operativo en 1959 tras ser gradualmente reemplazado por el nuevo entrenador Winjeel. Además de servir como avión de entrenamiento, también fue empleado en papeles de combate, incluso como "caza de emergencia". Al inicio de la Guerra del Pacífico en diciembre de 1941, los Wirraway equipaban siete escuadrones de la RAAF: el No.4, el No.5, el No.12, el No.22, el No.23, el No.24 y el No.25.
Un grupo de cinco Wirraway con base en Kluang, Malasia y que eran empleados como entrenadores, fueron puestos a combatir contra las fuerzas invasoras del Ejército Imperial Japonés. Estos aviones eran generalmente pilotados por neozelandeses y llevaban observadores australianos, consiguiendo algunos éxitos.
El 6 de enero de 1942, los Wirraway del Escuadrón n.º 24 trataron de interceptar los hidroaviones japoneses que volaban sobre Nueva Bretaña; solamente uno logró enfrentarse a un avión enemigo, siendo este el primer combate aéreo entre la RAAF y las fuerzas japonesas. 
Dos semanas más tarde, ocho Wirraway del escuadrón n.º 24 defendieron la ciudad de Rabaul de más de 100 cazas y bombarderos japoneses, dando como resultado la destrucción o daño severo de seis aviones y apenas sobreviviendo dos aviones australianos. El 12 de diciembre del mismo año, el piloto J. S. Archer derribó un A6M Zero. Tras haberlo divisado a 300 m (1000 pies) bajo su avión, entró en picado y abrió fuego, derribando al Zero sobre el mar. Esta fue la única ocasión en la cual un Wirraway derribó otro avión (y es una más que el total de aviones derribados por su descendiente de caza, el Boomerang). Las versiones de caza del Wirraway operaron sobre Nueva Guinea por algún tiempo, efectuando ataques a tierra y otras tareas de cooperación con el ejército hasta que la RAAF envió otros aviones tales como el Boomerang y el Curtiss P-40 para reemplazarlos.
Varios escuadrones de primera línea de la RAAF tenían por lo menos un Wirraway que servía como "taxista", un término utilizado para describir aviones empleados en viajes, tales como visitas a cuarteles generales u otras bases. Al menos un avión (anteriormente A20-527) voló como parte del Cuartel General de la Quinta Fuerza Aérea con insignias estadounidenses.

### Postguerra y servicio civil
En la posguerra el Wirraway continuó en servicio con la RAAF como entrenador en Uranquinty y Point Cook, siendo incorporado en fuerza a la recientemente formada Fleet Air Arm en 1948. Los Wirraway además sirvieron con los escuadrones de la Fuerza Aérea Ciudadana (una fuerza de reserva de la RAAF fundada en 1948) junto a los CAC Mustang, equipando parcialmente los escuadrones No.22 (Ciudad de Sídney), No.23 (Ciudad de Brisbane), No.24 (Ciudad de Adelaida) y No.25 (Ciudad de Perth). Sus tareas no estaban limitadas a vuelos de entrenamiento: un Wirraway que patrullaba en busca de tiburones se estrelló en una playa de Maroochydore el 30 de diciembre de 1950, matando a 3 niños e hiriendo a 14 personas.
La RAN retiró sus Wirraway en 1957, reemplazándolos con cazas De Havilland Vampire. Cuando los Winjeel empezaron a entrar en servicio, la RAAF comenzó a retirar sus Wirraway el 4 de diciembre de 1958 con un vuelo de despedida en Point Cook para marcar su retiro en aquella base. El último vuelo militar tuvo lugar el 27 de abril de 1959, cuando el CA-16 A20-686 voló a Tocumwal para ser desmantelado.

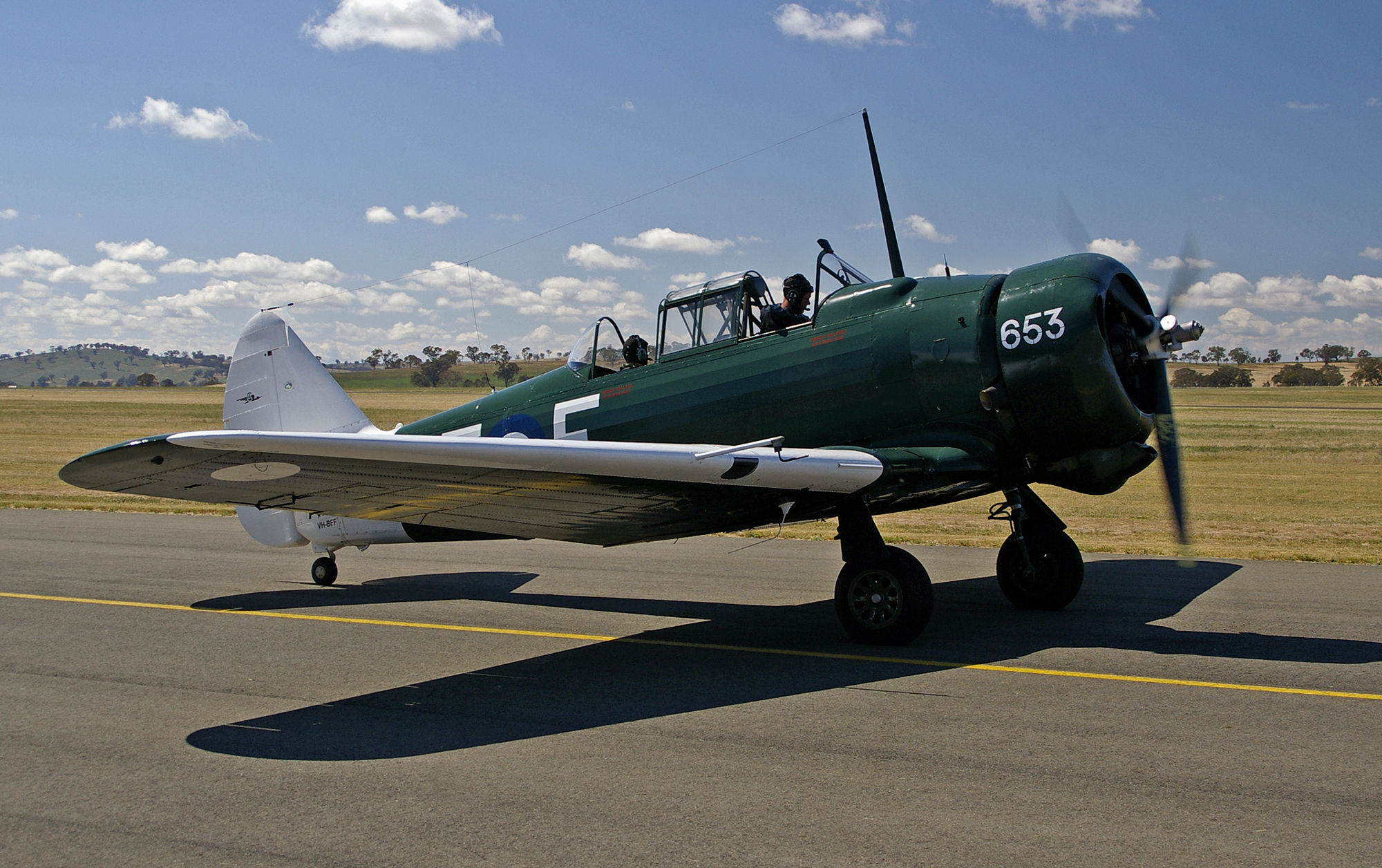
Un Wirraway CA-16 civil con insignias y camuflaje de la Segunda Guerra Mundial.

En 1954 la empresa Super Spread Aviation, con base en el Aeropuerto de Moorabbin, compró dos Wirraway CA-16 y los modificó para operaciones de fumigación aérea. Ambos aviones eran casi nuevos, uno habiendo volado 9 horas y el otro 12 horas. Las modificaciones incluían un tanque de pesticida y el equipo rociador. En un reflejo de todo lo que se le exigió al modelo durante la guerra, los dos aviones demostraron ser inadecuados para la tarea y ambos fueron borrados del registro el 10 de abril de 1956, para luego ser desmantelados. A pesar del desmantelamiento de esos dos aviones y cientos más, un buen número de Wirraway sobreviven hoy en museos de Australia, Papúa Nueva Guinea y los Estados Unidos, con 10 de ellos figurando en el registro australiano de aviones civiles en 2011, tanto en condición de vuelo como en restauración para volar como warbird. Un Wirraway que operaba como warbird se estrelló durante una exhibición de vuelo en Nowra en 1999, muriendo sus dos tripulantes.

## Variantes
- CA-1 (40 construidos)
- CA-3 (60 construidos)
- CA-5 (32 construidos)
- CA-7 (100 construidos)
- CA-8 (200 construidos)
- CA-9 (188 construidos)
- CA-10 (versión bombardero en picado, no construido)
- CA-16 (135 construidos)

## Operadores

### Australia
Real Fuerza Aérea Australiana
- 4º Escuadrón RAAF
- 5° Escuadrón RAAF
- 12° Escuadrón RAAF
- 21° Escuadrón RAAF
- 22° Escuadrón RAAF
- 23° Escuadrón RAAF
- 24° Escuadrón RAAF
- 25° Escuadrón RAAF

Armada Real Australiana
- 723º Escuadrón de la RAN
- 724º Escuadrón de la RAN

### Reino Unido
Real Fuerza Aérea
- Escuadrón Y de la RAF en Malasia 1941-42, ex-21° Escuadrón de aviones de la RAAF

### Estados Unidos
Fuerzas Aéreas del Ejército de los Estados Unidos
- Cuartel General de la Quinta Fuerza Aérea

## Especificaciones

### Características generales
- Tripulación: 2
- Longitud: 8,48 m
- Envergadura: 13,11 m
- Altura: 2,66 m
- Superficie alar: 27,76 m²
- Peso en vacío: 1.810 kg
- Peso máximo al despegue: 2.991 kg
- Planta motriz: 1 × Pratt & Whitney R-1340 motor radial, 600 hp (450 kW)

### Rendimiento
- Velocidad máxima: 191 nudos (350 km/h)
- Velocidad de crucero: 135 nudos (250 km/h)
- Autonomía: 1.200 km
- Techo de vuelo: 7.010 m
- Tasa de ascenso: 9,9 m/s

### Armamento
- Armas de proyectiles: 2 ametralladoras Vickers Mk V calibre 7,70 mm sincronizadas para disparar a través del arco de la hélice y 1 ametralladora Vickers GO calibre 7,70 mm montada en un afuste flexible en la parte posterior de la cabina. Las versiones posteriores no llevaban ametralladoras Vickers Mk V, sino dos ametralladoras Browning AN-M2 calibre 7,62 mm montadas bajo las alas.[9]
- Bombas: Si no lleva observador
  - 1 × 500 libras (230 kg)
  - 2 × 250 libras (110 kg)